# Blondie (ban nhạc)
Blondie là tên một ban nhạc rock nổi tiếng, được thành lập tại Mỹ bởi hai nghệ sĩ Debbie Harry và Chris Stein. Blondie thuộc lớp nghệ sĩ tiên phong của phong trào new wave giữa những năm 1970 tại New York, hai album đầu tiên của họ mang đặc trưng của thể loại này. Blondie được biết đến rộng rãi ở Vương quốc Anh và Úc, còn ở quê nhà Mỹ thì phải đến album Parallel Lines (1978), Blondie mới được biết đến rộng rãi. Các đĩa đơn ăn khách gồm có "Heart of Glass", "Call Me", "Atomic", "The Tide Is High", “Rapture”,... Blondie được đánh giá cao nhờ việc liên tục kết hợp nhiều phong cách âm nhạc khác nhau, bao gồm: disco, pop, reggae và cả rap thời kỳ đầu.
Blondie tan rã sau khi phát hành album phòng thu thứ sáu The Hunter (1982). Đến năm 1997, ban nhạc tái lập và lập tức có được thành công với đĩa đơn "Maria" (1999).
Trong suốt sự nghiệp, Blondie đã bán được khoảng 40 triệu đĩa trên toàn thế giới. Năm 2006, họ được giới thiệu vào Đại sảnh Danh vọng Rock and Roll. Ban nhạc vẫn tiếp tục đi lưu diễn và cho ra album cho đến tận ngày nay.

## Lịch sử

### 1974-1978: Giai đoạn đầu
Đầu những năm 1970 tại Mỹ, các phong trào âm nhạc mới nở rộ. Tay guitar Chris Stein bị gây ấn tượng mạnh bởi các nhóm nhạc biểu diễn tại Mercer Arts Center, Manhattan. Năm 1973, ông gia nhập nhóm The Stilettoes. Tại đây, ông quen và yêu ca sĩ Debbie Harry. Tháng 7 năm 1974, cả hai cùng tay trống Billy O'Connor và tay bass Fred Smith tách ra khỏi The Stilettoes, họ thành lập ban nhạc Thiên thần và Rắn, đến tháng 10 năm 1974 thì đổi thành Blondie. Cái tên này được lấy cảm hứng từ việc những người tài xế xe tải thường kêu "Hey, Blondie" khi đi ngang qua Harry. 

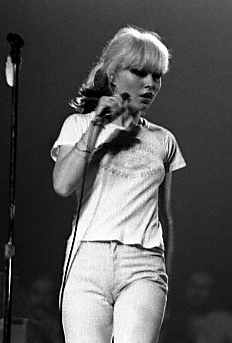
Debbie Harry biểu diễn cùng Blondie tại Toronto, 1977

Đầu năm 1975, Blondie có thêm tay trống Clem Burke và tay guitar bass Gary Lachman. Tháng 11 năm 1975, Blondie tiếp tục tuyển thêm tay keyboard Jimmy Destri để làm dày thêm âm thanh. Album đầu tay Blondie được Private Stock Records sản xuất và phát hành vào tháng 12 năm 1976 nhưng không đạt thành công về mặt thương mại. Tháng 9 năm 1977, ban nhạc mua lại hợp đồng của Private Stock và ký lại với hãng Chrysalis Records ở Anh. Album Blondie được phát hành lại vào tháng 10 năm 1977, đón nhận những đánh giá tích cực từ giới phê bình.
Sự nổi tiếng đầu tiên của họ lại bắt đầu ở Úc vào năm 1977, chương trình truyền hình âm nhạc Countdown đã phát nhầm video "In the Flesh" thay vì bài "X-Offender". "In the Flesh" có giai điệu nhẹ nhàng, êm ái nên dễ trở thành hit hơn, trong khi "X-Offender" lại quá hung hãn, dữ dằn, mang phong cách punk quá mới lạ. "In the Flesh" đã đạt vị trí thứ 2 tại Úc, trong khi album Blondie lọt vào top 20.
Tháng 2 năm 1978, Blondie phát hành album thứ hai của họ Plastic Letters, đứng số 10 tại Anh, số 78 tại Mỹ và 64 tại Úc. Chrysalis Records quảng bá Plastic Letters rộng rãi tại châu Âu và châu Á. Đĩa đơn đầu tiên của album "Denis" đạt vị trí thứ hai trên bảng xếp hạng đĩa đơn của Anh. Đĩa đơn thứ hai "(I'm Always Touched by Your) Presence, Dear" lọt vào top 10 của Anh. Thành công trên bảng xếp hạng dẫn đến chuyến lưu diễn tại Vương quốc Anh vào năm 1978, Blondie trở thành một trong những ban nhạc new wave Mỹ đầu tiên xây dựng được danh tiếng hoàn toàn tại Vương quốc Anh. Giai đoạn này, Gary Lachman ra đi và người đến thay thế là Frank Infante. Blondie tăng số thành viên lên sáu khi tuyển thêm nhạc sĩ người Anh Nigel Harrison làm tay bass.

### 1978-1981: Giai đoạn thành công

Một album của Blondie

Album thứ ba Parallel Lines, phát hành vào tháng 9 năm 1978, đứng thứ nhất ở Anh, thứ 6 tại Mỹ và thứ 2 ở Úc, nhà sản xuất là Mike Chapman. Các đĩa đơn "Heart of Glass", "One Way or Another", "Sunday Girl", "Picture This" và "Hanging on the Telephone" giúp Blondie có được danh tiếng đầu tiên tại quê nhà Mỹ. Parallel Lines cũng là album thành công nhất của ban nhạc với 20 triệu bản được bán trên toàn thế giới, xếp thứ 140 trong danh sách 500 album hay nhất mọi thời đại của Rolling Stone.
"Heart of Glass" chính là ca khúc được yêu thích nhất của Blondie. Bài hát đã được nhóm biểu diễn ngay từ những ngày đầu thành lập, sau đó được phối lại theo phong cách pha trộn rock, reggae và disco. Clem Burke nói rằng cách phối này lấy cảm hứng từ Kraftwerk và "Stayin 'Alive" của Bee Gees.MV của "Heart of Glass" được quay tại một câu lạc bộ ở New York, thể hiện tính cách gai góc và thích đùa về tình dục của Harry. Giới truyền thông cũng bắt đầu chú ý tới Harry và hầu như phớt lờ tất cả các thành viên còn lại. Tháng 6 năm 1979, Blondie được đưa lên trang bìa của tạp chí Rolling Stone, người chụp là Annie Leibovitz.
Album thứ tư Eat to the Beat, phát hành vào tháng 9 năm 1979, đạt số 1 tại Anh, số 17 tại Mỹ và số 9 ở Úc. Album đón nhận những lời phê bình nồng nhiệt, mặc dù ở Mỹ nó không đạt được thành công lớn như Parallel Lines. Linda Carhart ở Chrysalis Records đã táo bạo đề nghị quay video cho mọi bài hát và biến nó thành album video đầu tiên.
Debbie Harry hợp tác với nhạc sĩ kiêm nhà sản xuất người Ý Giorgio Moroder trong đĩa đơn "Call Me", phát hành vào tháng 2 năm 1980. Bài hát được đề cử giải Grammy, được chọn làm bài hát chủ đề cho bộ phim American Gigolo. "Call Me" đứng vững sáu tuần liên tiếp ở vị trí số 1 tại Mỹ, Canada và Anh, đứng đầu bảng xếp hạng cuối năm 1980 của tạp chí Billboard. Mùa hè năm 1980, Blondie xuất hiện trong bộ phim Roadie, ban nhạc biểu diễn ca khúc "Ring of Fire" của Johnny Cash trong phim.
Tháng 11 năm 1980, ban nhạc phát hành album phòng thu thứ năm Autoamerican, đạt số tại 3 ở Anh, số 7 ở Mỹ và số 8 ở Úc. Hai bản hit số 1 "The Tide Is High" và "Rapture" đạt vị trí thứ nhất tại Mỹ. Autoamerican cho thấy sự đa dạng của Blondie hơn các album trước, với các thể loại nhạc như avant-garde, jazz và cả rap.

### 1981–1982: Tạm dừng,The Hunter, và chia tay

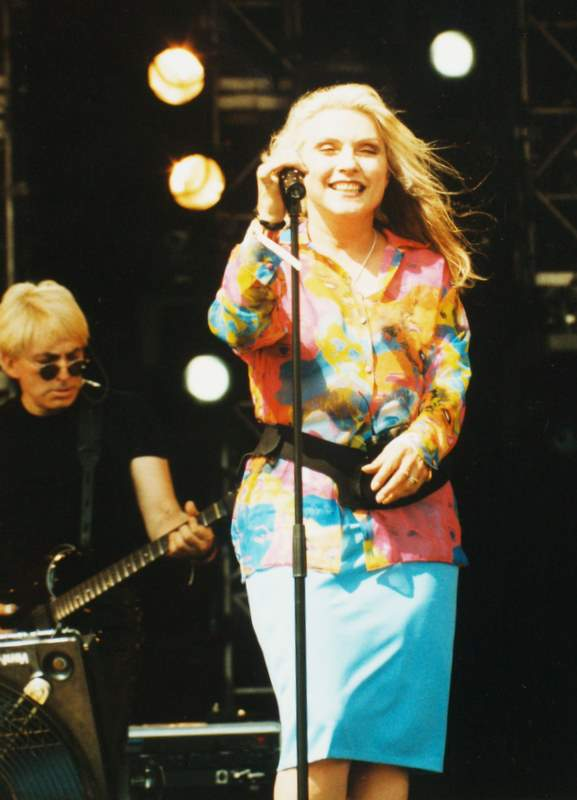
Blondie biểu diễn năm 1999 tại Roskilde Festival

Sau những thành công vang dội, Blondie tạm dừng hoạt động vào năm 1981. Debbie Harry và Jimmy Destri đều phát hành các album solo riêng. Tay trống Burke đến châu Âu tham gia nhóm Eurythmics trong album đầu tay của họ In The Garden. Năm 1981, Harry, Stein và Destri tham gia làm nhạc cho bộ phim Polyester của John Waters. Frank Infante đệ đơn kiện Blondie vì ông không được tham dự đầy đủ trong quá trình làm album Autoamerican; vụ kiện được giải quyết bên ngoài tòa án. Trong thời gian này, Harry trau dồi sự nghiệp diễn xuất khi tham gia phim Roadie (1980) và Videodrome (1983).
Tháng 10 năm 1981, Chrysalis Records phát hành The Best of Blondie tổng hợp những bản hit đầu tiên của nhóm. Tháng 5 năm 1982, Blondie cho ra album The Hunter, đứng thứ 9 ở Anh, thứ 33 ở Mỹ, thứ 15 ở Úc, nhưng phản hồi cho album rất ít ỏi. Ca khúc "For Your Eyes Only" được viết cho bộ phim James Bond: For Your Eyes Only (1981), nhưng các nhà sản xuất phim đã từ chối nó.
Chuyến lưu diễn ngắn ngày ở Bắc Mỹ năm 1982 để quảng bá cho album Hunter không thành công như mong đợi. Tay guitar Frank Infante được thay thế bằng nhạc sĩ Eddie Martinez. Ban nhạc bổ sung thêm keyboard thứ hai Abel Domingues và ba người chơi kèn Douglas Harris, Joseph Kohanski và Arthur Pugh.
Những căng thẳng trong ban nhạc ngày càng gia tăng. Sự kém thành công của các dự án dẫn đến áp lực tài chính, cũng như việc báo chí chỉ tập trung vào Harry, không quan tâm đến các thành viên khác trong ban nhạc. Đỉnh điểm là lúc Stein được chẩn đoán mắc căn bệnh nguy hiểm pemphigus. Blondie buộc phải hủy bỏ kế hoạch lưu diễn châu Âu đầu tháng 8 năm 1982. Ngay sau đó, ban nhạc thông báo tan rã vào tháng 11 năm 1982.
Stein và Harry tiếp tục gắn bó, họ rút lui khỏi sân khấu một thời gian. Harry cố gắng tiếp tục sự nghiệp solo của mình nhưng không mấy thành công. Harry buộc phải bán căn biệt thự năm tầng của hai vợ chồng để trả các khoản nợ. Nợ nần và việc sử dụng ma túy khiến cho Harry suy sụp, cô quyết định chấm dứt tình cảm với Stein và chuyển đến nơi khác. Năm 1986, Stein tương đối bình phục, ông tham gia sản xuất album solo Rockbird cho Harry, có được đánh giá rất tích cực tại Vương quốc Anh. Trong khi đó, tay trống Burke tiếp tục cộng tác với Eurythmics trong album Revenge (1986).
Album remix Once More into the Bleach được phát hành vào năm 1988, bao gồm các bản phối lại các ca khúc của Blondie và của Harry.

### 1997–2007: Tái hợp,No ExitvàThe Curse of Blondie
Giai đoạn 1980-1990, các sản phẩm trước đây của Blondie vẫn luôn có lượng người nghe lớn, Chrysalis/EMI Records cũng đã phát hành một số album tổng hợp và tuyển tập một số bản hit lớn nhất của ban nhạc. Thêm vào đó các sản phẩm solo của Harry luôn được công chúng theo dõi đón nhận. Năm 1990, bà cùng Stein, Burke đi lưu diễn chung với Jerry Harrison, Tom Tom Club và Ramones trong tour mùa hè "Escape from New York".
Năm 1996, Stein và Harry liên lạc với các thành viên ban đầu là Burke, Destri và Valentine (Gary Lachman). Lúc này, Valentine đang ở London viết văn, cuốn hồi ký New York Rocker: My Life in the Blank Generation (2002) kể quãng thời gian ông làm việc tại ban nhạc. Nigel Harrison và Frank Infante không trở lại, họ còn kiện nhóm vì sử dụng lại cái tên Blondie nhưng không thành công.
Buổi biểu diễn tái hợp đầu tiên diễn ra ngày 31 tháng 5 năm 1997, chơi tại HFStival, sân vận đông R.F.K., Washington. Cuối năm 1998 và đầu năm 1999, Blondie tổ chức một chuyến lưu diễn quốc tế. Trong album We Will Fall: The Iggy Pop Tribute (1997), Blondie đóng góp bản cover "Ordinary Bummer" dưới cái tên "Adolph's Dog".
Album No Exit (số 3 tại Anh, số 18 tại Mỹ) phát hành vào tháng 2 năm 1999. Ban nhạc lúc này gồm bốn thành viên chính: Harry, Stein, Burke và Destri. Valentine không tham gia album này, thay vào đó là Leigh Foxx (bass) và Paul Carbonara (guitar). Đĩa đơn "Maria" trong album đã đạt vị trí thứ nhất tại Vương quốc Anh, bài hát được Destri viết khi ông nhớ về những ngày tháng trung học của mình.
Tháng 10 năm 2003 ra mắt album tiếp theo The Curse of Blondie (số 36 tại Anh, số 160 tại Mỹ). Đây là album kém thành công nhất của nhóm. Năm 2004, Jimmy Destri rời nhóm để cai nghiện ma túy, Blondie chỉ còn ba thành viên chính. Năm 2005, đĩa CD/DVD Greatest Hits: Sight + Sound được phát hành, đạt vị trí thứ 48 tại Anh. Năm 2006, Blondie tham gia lưu diễn cùng New Cars, nhóm phát hành một bài hát mới là bản cover "More than This" của Roxy Music hỗ trợ cho chuyến lưu diễn.

### 2008–2012: Kỷ niệm 30 nămParallel Lines; AlbumPanic of Girls

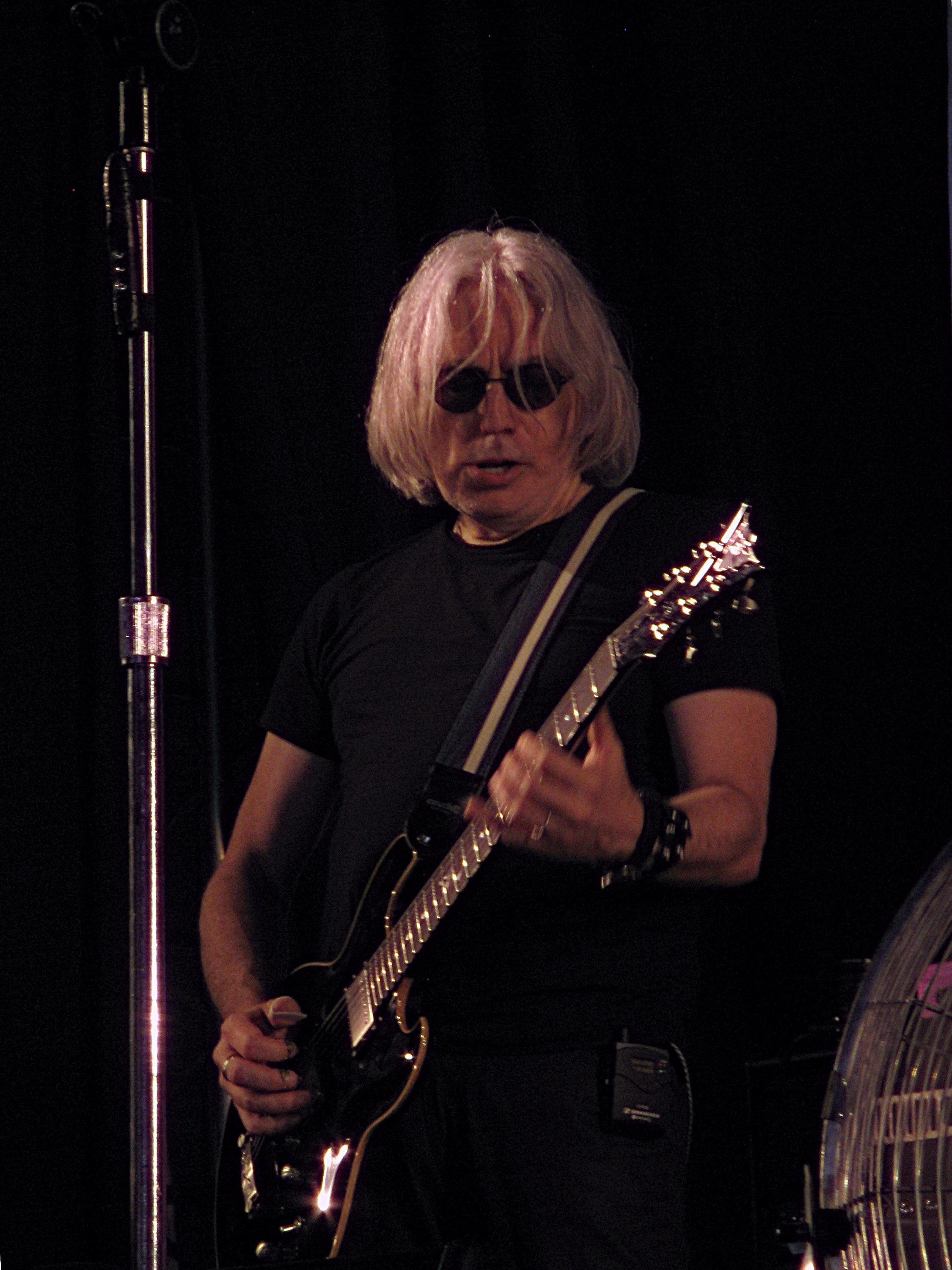
Chris Stein biểu diễn tại lễ hội Zwarte Cross, Hà Lan, năm 2011

Ngày 5 tháng 6 năm 2008, Blondie bắt đầu chuyến lưu diễn vòng quanh thế giới kỷ niệm 30 năm Parallel Lines. Buổi hòa nhạc đầu tiên diễn ra tại Ram's Head Live, Baltimore, Maryland, sau đó là miền Đông và Trung Tây Mỹ trong suốt tháng 6. Đến tháng 7, ban nhạc đến Israel, Anh, Nga, Tây Âu và vùng Scandinavia. Chuyến lưu diễn kết thúc vào ngày 4 tháng 8 năm 2008 tại Store Vega, Copenhagen, Đan Mạch.
Mùa hè năm 2009, Blondie tham gia các chương trình của Pat Benatar và Donnas tại Bắc Mỹ. Vào tháng 10, ban nhạc bắt tay thực hiện album phòng thu thứ chín với nhà sản xuất Jeff Saltzman tại Woodstock, New York. Blondie quyết định công nhận thêm ba thành viên chính thức gồm: Leigh Foxx (bass), Paul Carbonara (guitar), Matt Katz-Bohen (keyboard), Katz-Bohen là người thay thế Destri. Tháng 12 năm 2009, ban nhạc phát hành ca khúc "We Three Kings" nhân dịp lễ Giáng sinh. Tháng 4 năm 2010, Paul Carbonara do bận các dự án khác nên không thể tiếp tục làm album, người thay thế ông là Tommy Kessler.
Tháng 6 năm 2010, ban nhạc khởi động chuyến lưu diễn vòng quanh thế giới "Endangered Species Tour", biểu diễn tại Vương quốc Anh, Ireland, Mỹ, Canada, Úc và New Zealand. Hai ban nhạc đi cùng gồm Little Fish và Pretenders.
Năm 2011, album Panic of Girls được phát hành. Đĩa đơn chính "Mother" được đăng tải trước đó dưới dạng tải xuống miễn phí, bài hát này kèm theo một video âm nhạc ra mắt vào ngày 18 tháng 5 năm 2011. Đạo diễn MV là Laurent Rejto và có sự góp mặt của rất nhiều nghệ sĩ nổi tiếng.
Blondie tiếp tục lưu diễn thường xuyên trong năm 2012. Ngày 11 tháng 10 năm 2012, buổi hòa nhạc của họ ở New York được phát sóng trực tiếp trên Youtube.

### 2013–nay:Ghosts of DownloadvàPollinator

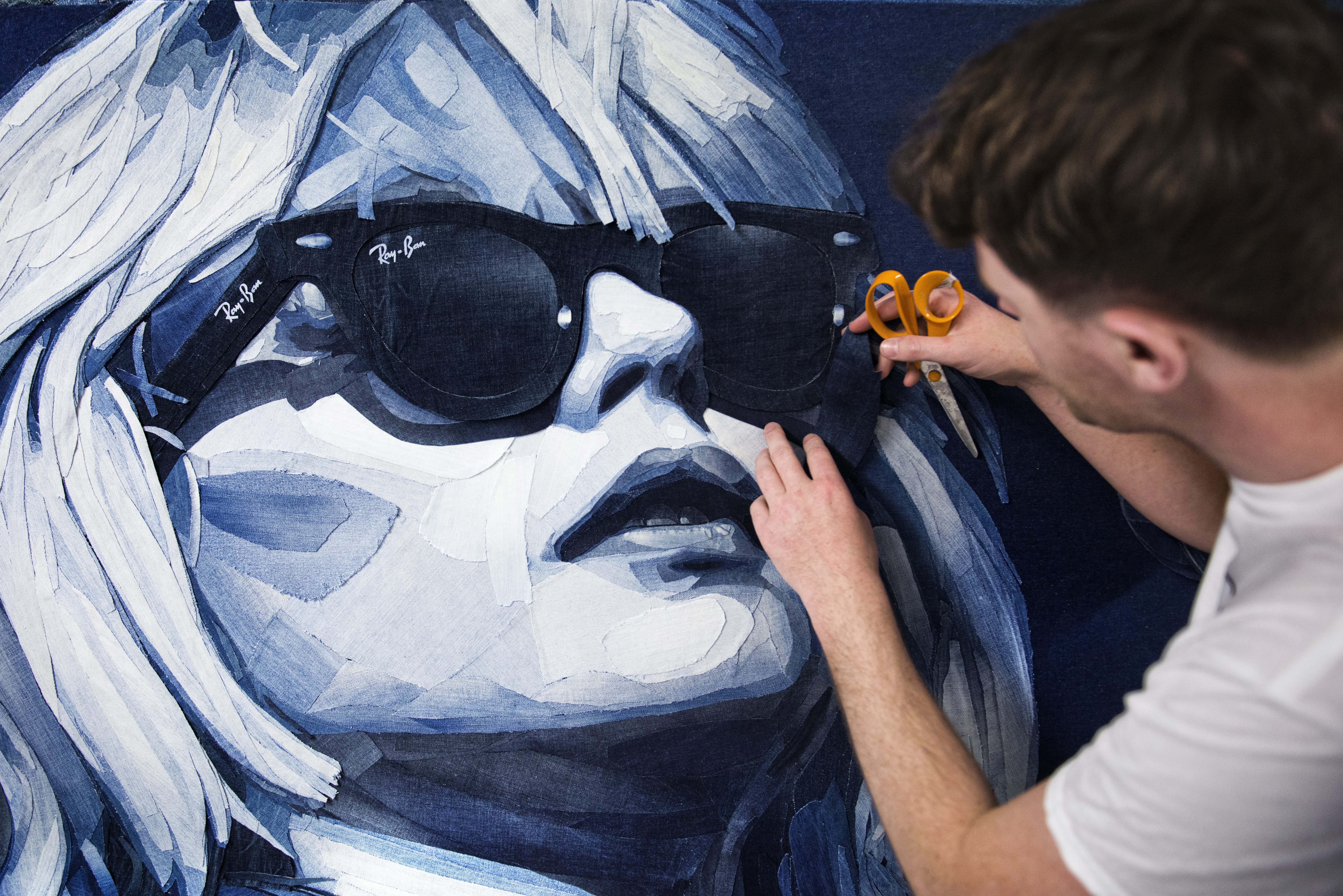
Họa sĩ đang vẽ Debbie Harry

Năm 2013, Blondie tổ chức "Blast Off Tour of Europe" và "No Principals Tour". Album Ghosts of Download phát hành vào tháng 5 năm 2014. Chuyến lưu diễn kỷ niệm 40 năm thành lập bắt đầu vào tháng 2 năm 2014.
Ngày 25 tháng 6 năm 2017, Blondie chơi hỗ trợ cho Phil Collins tại sân vận động Dublin's Aviva trong khuôn khổ "Not Dead Yet tour" của ông. Sau đó ban nhạc tiếp tục cùng Cyndi Lauper lưu diễn tại Úc và New Zealand.
Ngày 5 tháng 5 năm 2017, album Pollinator được phát hành, đây là album thành công nhất của họ kể từ No Exit.

## Thành viên

### Thành viên hiện tại
- Debbie Harry – Giọng chính (1974 - 1982, 1997 - nay)
- Chris Stein – Guitar, bass (1974 - 1982, 1997 - nay)
- Clem Burke – Trống, hát đệm (1974 - 1982, 1997 - nay)
- Leigh Foxx – Bass (1997 - nay)
- Matt Katz-Bohen – Keyboard (2008 - nay)
- Tommy Kessler – Guitar (2010 - nay)

### Cựu thành viên
- Fred Smith – Bass (1974 - 1975)
- Billy O'Connor – Trống (1974 - 1975)
- Ivan Kral – Guitar (1974)
- Gary Valentine – Bass, guitar (1975 - 1977, 1997)
- Jimmy Destri – Keyboard, hát đệm (1975 - 1982, 1997 - 2004)
- Frank Infante – Guitar, bass, hát đệm (1977 - 1982)
- Nigel Harrison – Bass  (1978 - 1982, 1997)
- Paul Carbonara – Guitar, hát đệm (1997 - 2010)
- Kevin Patrick (a.k.a. Kevin Topping)  – Keyboard, hát đệm (2003 - 2007)
- Jimi K Bones – Guitar (2003)

## Danh sách các đĩa nhạc
Album phòng thu
- Blondie (1976)
- Plastic Letters (1978)
- Parallel Lines (1978)
- Eat to the Beat (1979)
- Autoamerican (1980)
- The Hunter (1982)
- No Exit (1999)
- The Curse of Blondie (2003)
- Panic of Girls (2011)
- Ghosts of Download (2014)
- Pollinator (2017)

Album tuyển tập
- The Best of Blondie (1981)
- The Complete Picture: The Very Best of Deborah Harry and Blondie (1991)
- Blonde and Beyond (1993)
- The Platinum Collection (1994)
- Denis (1996)
- Picture This – The Essential Blondie Collection (1998)
- Atomic: The Very Best of Blondie (1998)
- Greatest Hits (2002)
- Greatest Hits (2005)

Album phối lại
- Once More into the Bleach (1988)
- Beautiful: The Remix Album (1995)
- Remixed Remade Remodeled: The Remix Project (1995)

Album trực tiếp
- Picture This Live (1997)
- Live (1999)
- Live by Request (2004)

## Danh sách tour lưu diễn
- Tracks Across America Tour '82 (1982)
- No Exit Tour (1998-1999)
- Road Rage Tour (2006)
- No Exit Tour (1998-1999)
- Parallel Lines 30th Anniversary Tour (2008)
- Panic of Girls Tour (2011)
- Rage and Rapture Tour (2017)